# Bucilià
Bucilià (Bucilianus) fou un dels assassins de Juli Cèsar el 44 aC. Appià l'identifica com Bucolià (Bucolianus) i diu que fins als idus de març del 44 aC havia estat un dels amics de Cèsar.